# Frank Fernández Pardo
Frank Ronald Fernández Pardo (n. Los Andes, 26 de febrero de 1992) es un exfutbolista chileno que se desempeñaba como delantero.

## Trayectoria
En las divisiones inferiores destacó por su capacidad goleadora. En 2012, en su último año como juvenil en Universidad Católica, y como capitán del equipo dirigido por Andrés Romero, fue goleador del campeonato con 40 goles y distinguido con el premio al goleador de las series juveniles en la ceremonia que se realiza en la ANFP.

### Universidad Católica
Debutó con el primer equipo de la UC el 24 de enero de 2013 por la Copa Chile 2012/13 contra Coquimbo Unido ingresando en el segundo tiempo. En dicho encuentro anotó su primer gol, al lograr anotar en el minuto 86 del partido que finalizaría con un 4-2 favorable para los de la franja.
Se mantuvo en el primer equipo dicha temporada, siendo citado frecuentemente por el entrenador Martín Lasarte, pero con muy pocas posibilidades de jugar.
En el segundo semestre del 2013 es cedido al equipo de su ciudad de origen, Trasandino de Los Andes para jugar el Torneo de Segunda División Profesional de Chile 2013-14. Debutó en el partido de la primera fecha contra Iberia anotando un gol en la derrota de su equipo por 5-3.

### Rangers de Talca
En el año 2014 es cedido a Rangers de Talca para jugar en la Primera B. Debutó con el equipo rojinegro en el partido contra Lota Schwager en Coronel ingresando en el segundo tiempo y anotando el gol del empate del partido. En Rangers realiza dicho campeonato de forma regular, jugando gran parte de los partidos, destacando por su velocidad y agilidad en el campo. Dicha regularidad generaría que un año después de su llegada, el 2015, el club adquiriera el pase del jugador. Sin embargo, y a pesar de ese comienzo positivo, los técnicos comienzan a dejarlo de lado de forma cada vez más intermitente.

### Iberia
En 2017 es cedido desde Rangers hacia Iberia. En dicho club solo está seis meses para, posteriormente, volver al club rojinegro a mediados de año y para el torneo de transición.

### Rangers de Talca
Ya a su regreso a Rangers, es relegado casi de forma total del plantel, disputando muy pocos partidos por los dos años siguientes.

## Clubes

### Estadísticas
| Club                         | Div.       | Temporada  | Liga  | Liga  | Copas nacionales | Copas nacionales | Torneos internacionales | Torneos internacionales | Total | Total | Media goleadora |
| Club                         | Div.       | Temporada  | Part. | Goles | Part.            | Goles            | Part.                   | Goles                   | Part. | Goles | Media goleadora |
| ---------------------------- | ---------- | ---------- | ----- | ----- | ---------------- | ---------------- | ----------------------- | ----------------------- | ----- | ----- | --------------- |
| Universidad Católica · Chile | 1ª         | 2012       | —     | —     | 2                | 1                | —                       | —                       | 2     | 1     | 0.5             |
| Universidad Católica · Chile | 1ª         | 2013-14    | —     | —     | 4                | 0                | —                       | —                       | 4     | 0     | 0.00            |
| Universidad Católica · Chile | 1ª         | 2014-15    | —     | —     | 3                | 0                | —                       | —                       | 3     | 0     | 0.00            |
| Universidad Católica · Chile | Total club | Total club | 0     | 0     | 9                | 1                | 0                       | 0                       | 9     | 1     | 0.11            |
| Trasandino · Chile           | 3ª         | 2013-14    | 11    | 3     | —                | —                | —                       | —                       | 11    | 3     | 0.27            |
| Trasandino · Chile           | Total club | Total club | 11    | 3     | 0                | 0                | 0                       | 0                       | 11    | 3     | 0.27            |
| Rangers · Chile              | 2ª         | 2014-15    | 34    | 5     | —                | —                | —                       | —                       | 34    | 5     | 0.15            |
| Rangers · Chile              | 2ª         | 2015-16    | 23    | 0     | 2                | 0                | —                       | —                       | 23    | 0     | 0.00            |
| Iberia · Chile               | 2ª         | 2017       | 7     | 0     | —                | —                | —                       | —                       | 7     | 0     | 0.00            |
| Iberia · Chile               | Total club | Total club | 7     | 0     | 0                | 0                | 0                       | 0                       | 7     | 0     | 0.00            |
| Rangers · Chile              | 2ª         | 2017       | 9     | 0     | —                | —                | —                       | —                       | 9     | 0     | 0.00            |
| Rangers · Chile              | 2ª         | 2018       | 1     | 0     | —                | —                | —                       | —                       | 1     | 0     | 0.00            |
| Rangers · Chile              | 2ª         | 2019       | 1     | 0     | —                | —                | —                       | —                       | 1     | 0     | 0.00            |
| Rangers · Chile              | Total club | Total club | 68    | 5     | 2                | 0                | 0                       | 0                       | 70    | 5     | 0.07            |
| Deportes Copiapó · Chile     | 2ª         | 2019       | 1     | 0     | —                | —                | —                       | —                       | 1     | 0     | 0.00            |
| Deportes Copiapó · Chile     | 2ª         | 2020       | 6     | 0     | —                | —                | —                       | —                       | 6     | 0     | 0.0             |
| Deportes Copiapó · Chile     | Total club | Total club | 7     | 0     | 2                | 0                | 0                       | 0                       | 7     | 0     | 0.00            |
| Colchagua · Chile            | 3ª         | 2021       | 12    | 0     | 1                | 0                | —                       | —                       | 13    | 0     | 0.00            |
| Colchagua · Chile            | Total club | Total club | 12    | 0     | 1                | 0                | 0                       | 0                       | 13    | 0     | 0.00            |
| Total club                   | Total club | Total club | 110   | 8     | 12               | 1                | 0                       | 0                       | 122   | 9     | 0.07            |
| 1. 2.                        |            |            |       |       |                  |                  |                         |                         |       |       |                 |